# New Year's Revolution (2005)
New Year's Revolution (2005) foi um evento pay-per-view de wrestling profissional realizado pela World Wrestling Entertainment, ocorreu no dia 9 de janeiro de 2005 no Coliseo de Puerto Rico na cidade de  San Juan, Porto Rico. Esta foi a primeira edição da cronologia do New Year's Revolution.

## Antes do evento
New Year's Revolution teve lutas de wrestling profissional de diferentes lutadores com rivalidades e histórias pré-determinadas que se desenvolveram na Raw — programa de televisão da World Wrestling Entertainment. Os lutadores interpretaram um vilão ou um mocinho seguindo uma série de eventos para gerar tensão, culminando em várias lutas.

## Resultados
| #                              | Lutas                                                                                      | Estipulação                                                                                                  | Duração |
| ------------------------------ | ------------------------------------------------------------------------------------------ | --- | ------- |
| Dark                           | Rosey e The Hurricane derrotaram La Résistance (Sylvain Grenier e Robért Conway)           | Tag Team match                                                                                               | N/A     |
| 1                              | Eugene e William Regal (c) derrotaram Christian e Tyson Tomko                              | Tag Team match pelo World Tag Team Championship                                                              | 12:20   |
| 2                              | Trish Stratus derrotou Lita (c)                                                            | Singles match pelo WWE Women's Championship                                                                  | 03:46   |
| 3                              | Shelton Benjamin (c) derrotou Maven                                                        | Singles match pelo WWE Intercontinental Championship                                                         | 06:08   |
| 4                              | Shelton Benjamin (c) derrotou Maven                                                        | Singles match pelo WWE Intercontinental Championship                                                         | 00:05   |
| 5                              | Muhammad Hassan (com Daivari) derrotou Jerry Lawler (com Jim Ross)                         | Singles match                                                                                                | 10:51   |
| 6                              | Kane (com Lita) derrotou Snitsky                                                           | Singles match                                                                                                | 11:38   |
| 7                              | Triple H (com Ric Flair) derrotou Edge, Chris Benoit, Chris Jericho, Batista e Randy Orton | Elimination Chamber match pelo vago World Heavyweight Championship, com Shawn Michaels com árbitro especial. | 34:55   |
| (c) - Campeão(s) antes da luta |                                                                                            | |         |

Elimination Chamber entradas e eliminações
| Eliminação | Lutador       | Entrada | Eliminado         | Forma                                             | Tempo |
| 1          | Edge          | 4       | por Chris Jericho | Sweet Chin Music de HBK e um Lionsault de Jericho | 19:20 |
| 2          | Chris Benoit  | 1       | por Batista       | Spinebuster em cima de Jericho                    | 26:15 |
| 3          | Chris Jericho | 2       | por Batista       | Batista bomb                                      | 27:27 |
| 4          | Batista       | 6       | por Randy Orton   | Low-Blow e RKO                                    | 32:32 |
| 5          | Randy Orton   | 5       | por Triple H      | Clothesline de Batista e Pedigree de Triple H     | 34:55 |
| Vencedor   | Triple H      | 3       | -                 | -                                                 | -     |